# Chauliodites picteti
Chauliodites picteti là một loài côn trùng trong họ Chaulioditidae thuộc bộ Grylloblattodea. Loài này được Heer miêu tả năm 1864.